# مقاطعة بلهريموف
مقاطعة بلهريموف (بالتشيكية: Okres Pelhřimov)‏ هي مقاطعة (أوكريس) في إقليم فيسوتشنا في جمهورية التشيك.
عاصمة هذه المقاطعة هي بلهريموف.

## اقرأ أيضاً
- مقاطعات جمهورية التشيك